# Самойленко, Алексей Викторович
Алексе́й Ви́кторович Само́йленко (род. 23 июня 1985 года) — российский волейболист, центральный блокирующий.

## Карьера
В сезоне 2004-05 выступал за СКА (Р/Д).
C 2005 года — игрок «Динамо» (Москва).
C 2010 по 2014 год выступал за «Урал» (Уфа), с которым дошел до финала Кубка Вызова в сезоне 2012/13. В финале команда уступила «Копре» (Пьяченца).
Сезон 2014/15 провёл, выступая за «Факел» (Новый Уренгой)
В 2015–2017 годах защищал цвета новосибирского «Локомотива», с которым завоевал бронзовые награды чемпионата России в сезоне 2016/17.
В сезоне 2017/18 перешел в казанский «Зенит». Вместе с «Зенитом» выиграл клубный чемпионат мира 2017 и вошел в символическую сборную турнира.

## Достижения
- Чемпион России — 2007/2008, 2017/2018
- Серебряный призёр Чемпионата России — 2012/2013, 2018/2019, 2019/2020
- Бронзовый призёр Чемпионата России — 2009/2010, 2016/2017
- Обладатель Суперкубка России — 2008, 2009, 2017, 2018
- Обладатель Кубка России — 2008, 2017, 2018, 2019
- Обладатель Суперкубка Греции — 2024
- Серебряный призёр Лиги чемпионов ЕКВ — 2010
- Серебряный призёр Кубка Вызова ЕКВ — 2013
- Победитель клубного чемпионата мира — 2017
- Победитель Лиги чемпионов ЕКВ 2017